# Naucoria suavis
Naucoria suavis är en svampart som beskrevs av Bres. 1884. Enligt Catalogue of Life ingår Naucoria suavis i släktet skrälingar,  och familjen Strophariaceae, men enligt Dyntaxa är tillhörigheten istället släktet skrälingar,  och familjen buktryfflar. Artens status i Sverige är: Ej påträffad. Inga underarter finns listade i Catalogue of Life.